# Diecezja Metzu
Diecezja Metzu – diecezja Kościoła rzymskokatolickiego we wschodniej Francji. Nie należy do żadnej metropolii, lecz podlega bezpośrednio Stolicy Apostolskiej. Diecezja powstała w III wieku, a obecny kształt terytorialny uzyskała w roku 1822.